# Campionati del mondo di ciclismo su strada 2007 - Cronometro maschile Elite
La cronometro individuale maschile Elite dei Campionati del mondo di ciclismo su strada 2007 venne corsa il 27 settembre 2007 nel territorio circostante Stoccarda, in Germania, ed affrontò un percorso totale di 49,8 km. Lo svizzero Fabian Cancellara ha vinto la medaglia d'oro, terminando in 55'41"35.

## Percorso
Il circuito della cronometro individuale, da percorrere due volte, ricalcava parzialmente quello delle prove su strada. Dopo il via sull'Am Kochenhof, il percorso conduceva sull'Am Kräherwald (L1187) verso sud, evitando quindi l'anello della Lenzhalde e della Herdweg e quello della Herderstraße e della Rotenwaldstraße, fino alla Botnanger Straße. Qui il circuito della gara maschile Elite andava in direzione sud, verso il Birkenkopf, poi verso ovest lungo la Geißeichstraße, e quindi sulla Wildparkstraße (L1180). Gli atleti impegnati nella prova Elite proseguivano lungo un rettilineo di 2 chilometri in leggera salita attraverso il Wildpark, in direzione ovest, verso Solitude – ivi era sito il punto più alto del circuito, 480 m s.l.m., e il rilevamento cronometrico dell'intertempo. Lì un tornante e il ritorno rettilineo reimmettevano fino alla Geißeichstraße, al Birkenkopf e da lì sulla seconda parte del circuito, lungo 22,7 km. Nel complesso la gara maschile Elite, lunga 44,9 km, presentava 713 metri di dislivello.

## Squadre e corridori partecipanti
| Gruppo 1 | Gruppo 1              | Gruppo 1 | Gruppo 2 | Gruppo 2             | Gruppo 2 | Gruppo 3 | Gruppo 3            | Gruppo 3 | Gruppo 4 | Gruppo 4            | Gruppo 4 |
| -------- | --------------------- | -------- | -------- | -------------------- | -------- | -------- | ------------------- | -------- | -------- | ------------------- | -------- |
| 69       | Simon Zahner          | 47º      | 51       | Gregor Gazvoda       | 56º      | 33       | Knut Fostervold     | 51º      | 15       | Sebastian Lang      | 5º       |
| 68       | Ben Day               | 29º      | 50       | Maciej Bodnar        | 52º      | 32       | Kristjan Fajt       | 63º      | 14       | Eugen Wacker        | 37º      |
| 67       | Benoît Vaugrenard     | 34º      | 49       | Dragan Spasić        | 69º      | 31       | Dan Craven          | 62º      | 13       | Stef Clement        | 3º       |
| 66       | Jurgen Van Den Broeck | 23º      | 48       | Igor Pugaci          | 66º      | 30       | Glen Chadwick       | 39º      | 12       | Vasil' Kiryenka     | 9º       |
| 65       | Vladimir Tujčiev      | 61º      | 47       | Rupert Probst        | 55º      | 29       | Łukasz Bodnar       | 54º      | 11       | Cameron Wurf        | 31º      |
| 64       | Svein Tuft            | 30º      | 46       | Víctor Hugo Peña     | 42º      | 28       | Fumiyuki Beppu      | 48º      | 10       | David Millar        | 18º      |
| 63       | Song Baoqing          | 65º      | 45       | Vincenzo Nibali      | 19º      | 27       | Lars Bak            | 36º      | 9        | Vladimir Karpec     | 21º      |
| 62       | José Serpa            | 43º      | 44       | David McCann         | 32º      | 26       | Hossein Askari      | 41º      | 8        | Dominique Cornu     | 11º      |
| 61       | Michael Schär         | 45º      | 43       | Ricardo Martins      | 57º      | 25       | Andrij Hrivko       | 22º      | 7        | Jason McCartney     | 20º      |
| 60       | Luis León Sánchez     | 46º      | 42       | Ma Haijun            | 40º      | 24       | Andrej Mizurov      | 8º       | 6        | José Iván Gutiérrez | 7º       |
| 59       | Jarmo Rissanen        | 59º      | 41       | Stanislav Kozubek    | 53º      | 23       | Adam Hansen         | 38º      | 5        | László Bodrogi      | 2º       |
| 58       | František Raboň       | 50º      | 40       | Muradjan Chalmuratov | 68º      | 22       | Dimitri Champion    | 28º      | 4        | Bradley Wiggins     | 10º      |
| 57       | James Lewis Perry     | 44º      | 39       | Ryder Hesjedal       | 24º      | 21       | Raivis Belohvoščiks | 13º      | 3        | David Zabriskie     | 12º      |
| 56       | Matías Medici         | 33º      | 38       | Matti Helminen       | 16º      | 20       | Brian Vandborg      | 27º      | 2        | Vladimir Gusev      | 6º       |
| 55       | Gordon McCauley       | 49º      | 37       | Dmytro Hrabovs'kyj   | 25º      | 19       | Marco Pinotti       | 14º      | 1        | Fabian Cancellara   | 1º       |
| 54       | Zoltán Madaras        | 67º      | 36       | Evgeni Gerganov      | 60º      | 18       | Bert Grabsch        | 4º       |          |                     |          |
| 53       | Andrėj Kunicki        | 17º      | 35       | David George         | 58º      | 17       | Joost Posthuma      | 35º      |          |                     |          |
| 52       | Erik Hoffmann         | 64º      | 34       | Martín Garrido       | 26º      | 16       | Gustav Larsson      | 15º      |          |                     |          |

## Classifica (Top 10)
| Pos. | Corridore           | Squadra       | Tempo     |
| ---- | ------------------- | ------------- | --------- |
| 1    | Fabian Cancellara   | Svizzera      | 55'41"35  |
| 2    | László Bodrogi      | Ungheria      | a 52"06   |
| 3    | Stef Clement        | Paesi Bassi   | a 57"71   |
| 4    | Bert Grabsch        | Germania      | a 1'12"12 |
| 5    | Sebastian Lang      | Germania      | a 1'17"43 |
| 6    | Vladimir Gusev      | Russia        | a 1'46"91 |
| 7    | José Iván Gutiérrez | Spagna        | a 1'56"18 |
| 8    | Andrej Mizurov      | Kazakistan    | a 2'02"67 |
| 9    | Vasil' Kiryenka     | Bielorussia   | a 2'03"44 |
| 10   | Bradley Wiggins     | Gran Bretagna | a 2'10"78 |